# إيفا ويذرز
إيفا ويذرز (بالإنجليزية: Iva Withers) هي راقصة ومغنية وممثلة أمريكية، ولدت في 16 يوليو 1917 في ولاية ريفرز في نيجيريا، وتوفيت في 7 أكتوبر 2014 في إنغلوود في الولايات المتحدة بسبب مرض.

## وصلات خارجية
- إيفا ويذرز على موقع IMDb (الإنجليزية)
- إيفا ويذرز على موقع ميوزك برينز (الإنجليزية)
- إيفا ويذرز على موقع قاعدة بيانات برودواي على الإنترنت (الإنجليزية)
- إيفا ويذرز على موقع ديسكوغز (الإنجليزية)